# 皮耶韦城
皮耶韦城（義大利語：Città della Pieve），是意大利翁布里亚大区佩鲁贾省的一个市镇。总面积111.37平方公里，人口7762人，人口密度69.7人/平方公里（2009年）。ISTAT代码为054012。